# Guido Montauti

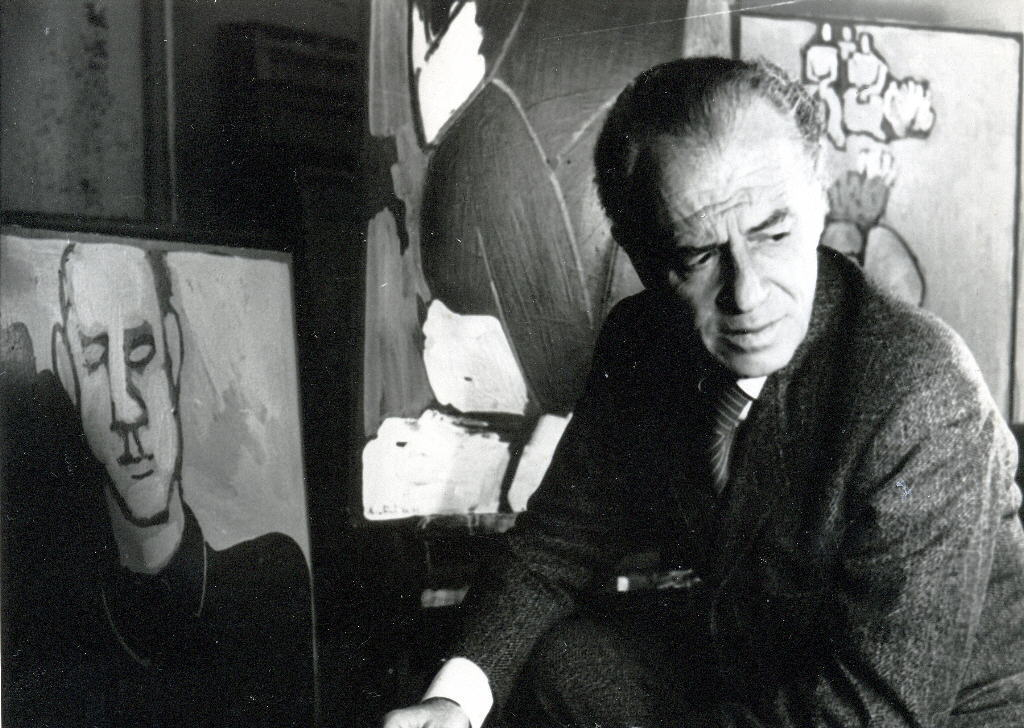
Guido Montauti nel 1973

Guido Montauti (Pietracamela, 25 giugno 1918 – Teramo, 14 marzo 1979) è stato un pittore italiano.

## Biografia
Guido Montauti nasce a Pietracamela il 25 giugno 1918. Nel 1938 tiene la sua prima mostra personale. Nel periodo bellico esegue opere di piccolo formato e numerosi acquerelli. Alla fine degli anni ‘40 espone ripetutamente a Venezia e a Milano. Partecipa nel 1950 alla XXV Biennale di Venezia.

Virgilio Guidi pubblica su La Fiera Letteraria un saggio critico sui suoi lavori. Nel 1952 espone presso la Galleria Art Vivant di Parigi.
Si trasferisce nella capitale francese dove Salvatore Di Giuseppe, che diventerà suo mecenate, gli offre un contratto.
La pittura di questo periodo è di forte sintesi espressiva. Nel 1954 conosce Dubuffet, Matta e Pignon. Nel 1955 espone a Milano presso la galleria Cairola e partecipa all'Exposition des peintres italiens à Paris, a Nantes, e al Salon d'Art Libre, a Parigi. Successivamente espone alla Galleria Creuze presentato da Pierre Descargues.
Nel 1958 dopo una mostra a Teramo e una a Roma presso la Galleria Scheneider, inizia la cosiddetta “pittura spaziale” di ulteriore sintesi figurale.
Nel 1961 Giorgio Morandi si interessa alla sua opera grafica e dopo due ulteriori mostre a Parigi nel 1963 Montauti fonda il gruppo “Il Pastore bianco” con i pittori Alberto Chiarini, Diego Esposito, Pietro Marcattili e il pastore Bruno Bartolomei.
Utilizzando una firma collettiva realizzano dei monumentali dipinti rupestri nelle Grotte di Segaturo, nei pressi di Pietracamela e decine di grosse tele che nel 1964 vengono esposte a Roma, alla Galleria d'Arte del Palazzo delle Esposizioni.

Il Corriere della Sera pubblica il manifesto del Gruppo, che nel 1966 espone a Teramo, Pescara e L'Aquila e nel 1967 al Circolo Teramano. Nel 1968, dopo lo scioglimento del gruppo tiene una personale alla Galleria Margutta di Pescara.

Dal 1969 è docente di Figura Disegnata nel Liceo Artistico di Teramo, che attualmente porta il suo nome.
Nel 1970 tiene i suoi due ultimi incontri con il pubblico: una mostra personale alla Galleria d'Arte Le Muse di Bologna e una alla Galleria d'Arte Moderna di Teramo.

Inizia per Montauti un lungo periodo di isolamento e di intensa concentrazione sul suo lavoro.
Da qui l'approdo, senza soluzione di continuità, a una nuova lettura della contemporaneità che si misura sulla capacità di sintesi e sul rinnovamento linguistico.

Ha inizio così nel 1974, il cosiddetto periodo "bianco", dedicato ad una particolare visione paesaggistica e comprendente opere che portano a compimento la sua costante ricerca di analisi materica della superficie, in una breve ma intensissima stagione che si conclude con la sua morte, avvenuta a Teramo il 14 marzo 1979.
Nell'ottobre del 1976 aveva avuto modo di riconciliarsi con Giovanni Melarangelo, altro esponente di spicco della pittura teramana del Novecento.
Nel 2002 Guido Montauti viene ricordato da una ampia antologica alla Sala d'Arme di Palazzo Vecchio a Firenze, replicata nel 2003 a Teramo alla Pinacoteca Civica.

Nel 2010 a lui è stato intitolato il Liceo Artistico Statale di Teramo.